# Chno Dearg
Chno Dearg är ett berg i Storbritannien.   Det ligger i kommunen Highland och riksdelen Skottland, i den nordvästra delen av landet, 700 km nordväst om huvudstaden London. Toppen på Chno Dearg är 1 046 meter över havet.
Terrängen runt Chno Dearg är huvudsakligen kuperad.Runt Chno Dearg är det mycket glesbefolkat, med 3 invånare per kvadratkilometer. Närmaste större samhälle är Spean Bridge, 17,1 km väster om Chno Dearg. Omgivningarna runt Chno Dearg är i huvudsak ett öppet busklandskap.